# NGC 7766
NGC 7766 je galaxie v souhvězdí Pegase. Její zdánlivá jasnost je 15,5m a úhlová velikost 0,5′ × 0,2′. Je vzdálená 372 milionů světelných let, průměr má 55 000 světelných let. Spolu s NGC 7765, NGC 7767 a NGC 7768 tvoří skupinu galaxií Holm 818. Galaxii objevil 9. října 1872 Ralph Copeland.